# 로므니아가
로므니아가(루마니아어: Familia Regală a României)는 오늘날의 명목상의 지위인 루마니아 왕국의 국왕을 배출하는 가문을 말한다. 2011년에 호엔촐레른 왕가의 분가인 호엔촐레른지크마링겐 왕가에서 분리해 나왔다. 공식적으로는 가문의 현직 수장인 미하이의 아버지인 카롤 2세가 가문의 설립자이지만, 실제로는 미하이가 가문의 설립자이다. 본가는 현재 루마니아의 부쿠레슈티에 있는 엘리사베타 궁전에 거주하고 있으나, 카롤 2세의 사생아의 자손으로 구성된 분가가 현재 포르투갈에 거주하고 있다.

## 역사
호엔촐레른지크마링겐 공국의 마지막 군주인 카를 안톤의 차남 카를이 1881년에 오스만 제국으로부터 독립한 신생국가 루마니아 왕국의 국왕이 된다. 1925년에 부왕 페르디난드 1세의 후계자로 지목된 카롤 2세(당시엔 루마니아의 왕세자였음.)는 그러나, 곧 유대계 루마니마인 여성 마그다 엘레나 루페스쿠와 눈이 맞아 왕위 계승권을 버리고 국외로 달아났고, 루마니아 의회와 부왕 페르디난드 1세는 카롤 2세의 왕위계승권을 박탈했다. 그러나 그는 1930년에 다시 귀국해 이미 루마니아 왕국의 국왕이 되어있던 아들 미하이 1세를 왕위에서 끌어내리고, 왕위를 차지한다. 그러나 이 왕위는 결국 파시스트였던 이온 안토네스쿠에 의해 아들 미하이 1세에게 빼앗기고 만다. 하지만 미하이 1세는 나이가 어렸기 때문에 오랫동안 이온 안토네스쿠의 꼭두각시 노릇을 해야만 했다. 결국 안토네스쿠가 이끄는 극우 정권이 추축국을 지지했다가 소련에 의해 붕괴되어 버리면서, 아무런 잘못도 없었던 미하이 1세도 자신의 왕위를 잃고 1946년에 국외로 망명해야 했다.
이후 미하이 1세와 그가 이끄는 왕가는 니콜라에 차우셰스쿠 독재 정권이 타도된 뒤인 1992년에서야 루마니아 정부에 의해 귀국을 허가받았다. 그가 귀국했을 때에는 부쿠레슈티에서 100만 명 이상의 시민들이 그를 보러 나왔다고 한다. 이러한 그의 인기는 당시 루마니아의 대통령으로 있던 루마니아 공산당 출신의 이온 일리에스쿠를 긴장시켰고, 이로 인해 미하이 1세와 왕실 일가 전원이 일리에스쿠 정권이 끝난 1997년까지 귀국을 금지당했다. 하지만 에밀 콘스탄티네스쿠가 대통령으로 등극한 후, 루마니아 정부는 미하이 1세를 비롯한 왕가 구성원 전원의 시민권을 회복시킴과 동시에 그들의 귀국을 허가했다.
2011년 5월 11일, 루마니아의 국왕인 미하이 1세는 그의 사위인 라두 두다의 전 이름 "호엔촐레른베링겐"을 둘러싸고 독일의 호엔촐레른지크마링겐 본가 친척들이 낸 소송 때문에, 호엔촐레른지크마링겐 왕가와 모든 왕조적, 역사적 연계를 끊고, 정식으로 그의 가문 이름을 "로므니아 왕가(House of Romania)"로 바꾸었으며, 그와 그의 가족들은 호엔촐레른지크마링겐 가문의 모든 작위들을 포기하였다.

## 루마니아 국왕
- 카롤 1세 (1881년 ~ 1914년) : 카를 안톤의 차남
- 페르디난드 1세 (1914년 ~ 1927년)
- 미하이 1세 (1927년 ~ 1930년) : 카롤 2세가 돌아와 국왕에 즉위해 왕세자가 되면서 퇴위.
- 카롤 2세 (1930년 ~ 1940년)
- 미하이 1세 (1940년 ~ 1947년) : 카롤 2세의 독재 정치가 끝나자 다시 왕이 된다.

### 로므니아 왕가의 수장
- 미하이 1세 (1947년 ~ 2017년) : 루마니아 군주제 폐지
- 마르가리타 (2017년 ~ 현재)

## 같이 보기
- 루마니아의 왕위 계승 순위